# Tiểu Khâu
Tiểu Khâu  (tiếng Trung: 小坵; bính âm: Xiǎoqiū) là một đảo tại phía tây bắc eo biển Đài Loan, và là một thôn thuộc hương Ô Khâu, tỉnh Phúc Kiến, Trung Hoa Dân Quốc (Đài Loan). Tiểu Khâu xưa thuộc huyện Phủ Điền, hiện do huyện Kim Môn quản lý đại diện. Thôn Tiểu Khâu gồm đảo Tiểu Khâu và các đảo đá nhỏ xung quanh, toàn bộ đều thuộc khu quản chế quân sự của Trung Hoa Dân Quốc.
Đảo Tiểu Khâu có diện tích khoảng 0,42 km2, địa hình bằng phẳng,  dài 1,25 km theo chiều đông-tây,  rộng 350 m theo chiều bắc-nam, điểm cao nhất có độ cao 48 m so với mực nước biển.  Đảo có sỏi đen bao phủ bề mặt, không thích hợp cho nông nghiệp. Đảo Tiểu Khâu cách đảo Đại Khâu 1,2 km, cách đảo Mi Châu 20 hải lý, cách đảo Nam Nhật 12 hải lý.
Mặc dù nằm gần thành phố Phủ Điền, song đảo có các bất lợi như hai phía eo biển phân tách về quản trị, quân sự quản lý, phát triển hạn chế, đất đai ít và cằn cỗi, thiếu nước ngọt, thiếu điện, giáo dục và y tế thiếu thốn, nên sinh hoạt gặp khó khăn khiến phần lớn cư dân di cư đến Đài Loan  Cư dân trên đảo đa phần là người gốc đảo Mi Châu, thường nói tiếng Quan thoại và tiếng Phủ Tiên (ở địa phương gọi là tiếng Ô Khâu).
Rong biển là ngành kinh tế duy nhất ở thôn Tiểu Khâu hiện nay và nó là nguồn thu nhập chính của người dân Ô Khâu nói chung. Rong biển được thu hoạch mỗi năm một lần. Nghề đánh cá là nghề chính của Ô Khâu cho đến cuối những năm 1980, đến khi ngành đánh bắt ở đây suy giảm vì vùng biển xung quanh bị ngư dân đại lục xâm nhập.